# Cídies (orador)
Cídies (en llatí Cydias, en grec antic Κυδίας "Kydías") fou un orador atenenc, contemporani de Demòstenes, de qui Aristòtil menciona el seu discurs tirulat περί τῆς Σάμου κλμρουχίας. Sembla que feia referència a la colònia atenenca que va ser enviada a Samos el 352 aC, i aquest discurs es pot datar en aquell any.